# Hedlanda flygplats
Hedlanda flygplats anlades av Hede kommun och invigdes 1970. Den byggdes 11 kilometer öster om Hede och 7 kilometer sydväst om Vemdalen över den nerlagda järnvägen Hedebanan till Sveg. Arbetet hade föregåtts av en utredning om vilken plats i Härjedalen som var lämpligast för en flygplats, utförd av Tore Kristofferson vid Norrländska Konstruktionsbyrån i Östersund.[källa behövs] Efter att alla fem kommunerna i Härjedalen slogs ihop till en 1974 enligt kommunreformen från 1971 lade den nya kommunen Härjedalens kommun all energin på Svegs flygplats. År 1991 sålde Härjedalens kommun flygplatsen till Hedlanda flygförening för en krona. Sommaren 2007 förlängdes landningsbanan från 1000 meter till 1175 meter[källa behövs] och vägen till flygplatsen asfalterades. Flygplatsen har ingen belysning eller inflygningshjälpmedel. Då den även saknar räddningstjänst får endast flygplan med maximalt 19 passagerare trafikera flygplatsen. 